# Heterocharax macrolepis
Heterocharax macrolepis és una espècie de peix de la família dels caràcids i de l'ordre dels caraciformes.

## Morfologia
- Els mascles poden assolir 4,8 cm de llargària total.
- Nombre de vèrtebres: 35.[2]

## Hàbitat
Viu en zones de clima tropical.

## Distribució geogràfica
Es troba a Sud-amèrica: conques dels rius Essequibo, Demarara, Amazones i Orinoco.